# Мушанґа
Мушанґа (перс. موشنگا) — село в Ірані, у дегестані Сараван, у бахші Санґар, шагрестані Решт остану Ґілян. За даними перепису 2006 року, його населення становило 273 особи, що проживали у складі 79 сімей.

## Клімат
Середня річна температура становить 14,11 °C, середня максимальна – 28,16 °C, а середня мінімальна – -0,85 °C. Середня річна кількість опадів – 915 мм.
| Клімат поселення                              | Клімат поселення | Клімат поселення | Клімат поселення | Клімат поселення | Клімат поселення | Клімат поселення | Клімат поселення | Клімат поселення | Клімат поселення | Клімат поселення | Клімат поселення | Клімат поселення | Клімат поселення |
| Показник                                      | Січ.             | Лют.             | Бер.             | Квіт.            | Трав.            | Черв.            | Лип.             | Серп.            | Вер.             | Жовт.            | Лист.            | Груд.            |                  |
| Середній максимум, °C                         | 10,27            | 10,93            | 12,65            | 17,50            | 21,01            | 26,57            | 28,16            | 28,04            | 23,51            | 20,79            | 16,99            | 11,81            |                  |
| Середня температура, °C                       | 4,70             | 5,37             | 7,08             | 11,94            | 15,44            | 21,01            | 23,91            | 23,80            | 19,24            | 16,54            | 12,75            | 7,55             |                  |
| Середній мінімум, °C                          | −0,85            | −0,19            | 1,52             | 6,38             | 9,88             | 15,45            | 19,65            | 19,54            | 14,99            | 12,30            | 8,48             | 3,30             |                  |
| Норма опадів, мм                              | 90               | 76               | 81               | 56               | 43               | 26               | 24               | 42               | 89               | 138              | 124              | 126              |                  |
| Середньомісячна швидкість вітру, м/с          | 2.27             | 2.40             | 2.43             | 2.40             | 2.20             | 2.29             | 2.56             | 2.25             | 1.97             | 2.10             | 1.99             | 2.00             |                  |
| Середньомісячна сонячна радіація, кДж/м²·день | 7100             | 9248             | 11286            | 15779            | 19728            | 21936            | 22697            | 19356            | 15803            | 11040            | 8785             | 6768             |                  |
| --------------------------------------------- | ---------------- | ---------------- | ---------------- | ---------------- | ---------------- | ---------------- | ---------------- | ---------------- | ---------------- | ---------------- | ---------------- | ---------------- | ---------------- |
| Джерело:                                      |                  |                  |                  |                  |                  |                  |                  |                  |                  |                  |                  |                  |                  |